# Orthogeomys hispidus
Espèce
Statut de conservation UICN

 LC  : Préoccupation mineure
Orthogeomys hispidus est une espèce de rongeurs de la famille des géomyidés. Une famille de petits mammifères appelés gaufres ou rats à poche, c'est-à-dire à larges abajoues.
L'espèce a été décrite pour la première fois en 1852 par John Eatton Le Conte (1784-1860), botaniste et zoologiste américain.